# Xã Timber, Quận Peoria, Illinois
Xã Timber (tiếng Anh: Timber Township) là một xã thuộc quận Peoria, tiểu bang Illinois, Hoa Kỳ. Năm 2010, dân số của xã này là 2.511 người.